# Događanje naroda
Događanje naroda je naziv za seriju mitinga pristalica nove politike Slobodana Miloševića, takozvane mitinge protesta protiv partijskih i državnih birokrata i protiv takozvanih autonomaša i foteljaša. Naziv su dobili po izjavi književnika Milovana Vitezovića koji je na mitingu Miloševićevih pristalica u Beogradu 19. novembra 1988. godine izjavio: „Poštovani narode, naša istorija će ovu godinu zapamtiti kao godinu u kojoj nam se dogodio narod“. Režimski mediji najčešće su ove mitinge nazivali mitinzi istine i mitinzi solidarnosti, pri čemu se mislilo na navodno ranije skrivanu istinu o položaju srpskog naroda, posebno Srba na Kosovu, i na solidarnost s tim narodom. Posebno mesto u istoriji ovih protesta i Miloševićevog uspona na vlast zauzima govor na Gazimestanu, održan 28. juna 1989. povodom proslave šeststogodišnjice Boja na Kosovu, i koji je predstavljao istorijski događaj od najvećeg simboličkog značaja za oblikovanje srpskog nacionalnog identiteta u XX veku.